# Campo Mar - U
Campo Mar - U es un complejo deportivo y la sede de playa del Club Universitario de Deportes del Perú. Cuenta con un área de 520 000 m² y está ubicado en la Carretera Panamericana Sur, kilómetro 30,5 en el distrito de Lurín (Lima), a 1 kilómetro y medio de las Islas Pachacámac (conjunto conocido como Isla Ballena por la silueta del conjunto de islas, que semeja una gigantesca ballena).

## Historia
Las negociaciones para la adquisición del terreno comenzaron a finales de los años 1960. Finalmente el 1 de octubre de 1970, luego de casi dos años de negociación, los dirigentes cremas lograron concretar la compra del terreno. El terreno permaneció vacío durante doce años, momento en el cual el entonces presidente del club Miguel Pellny inició la construcción del edificio central, las canchas de fútbol y algunos espacios para los socios del club. Las instalaciones se terminaron de construir el 12 de febrero de 1983, y se inauguraron el 26 de febrero del mismo año.

## Infraestructura
Posee dos estructuras claramente diferenciadas:
- La Villa Deportiva de la U (VIDU), centro de entrenamiento de las diversas divisiones menores y también del equipo profesional, particularmente en los períodos de pretemporada. Dentro de la VIDU también se encuentra la primera fase del Centro de Alto Rendimiento U que cuenta con un gimnasio, comedor, camerinos, oficinas, área de fisioterapia y una nueva plazuela.[4]
- El Centro de Verano para los socios y la preparación de la pretemporada. Tiene un malecón, tres campos de fútbol, dos piscinas para adultos, una piscina para niños, canchas de frontón, lozas polideportivas, juegos para niños, ambientes con juegos de salón, amplios espacios verdes, bungalows, pergolinas y restaurantes.[5]